# Лерка (Ђенова)
Лерка је насеље у Италији у округу Ђенова, региону Лигурија.
Према процени из 2011. у насељу је живело 553 становника. Насеље се налази на надморској висини од 102 м.